# 富郷村 (愛媛県)
富郷村（とみさとむら）は、愛媛県の東予地方の宇摩郡にあった町。
1954年11月1日に三島町、松柏村、寒川町、豊岡村、富郷村、金砂村の2町4村の合併で市制施行し伊予三島市となり、自治体としては消滅した。その後、伊予三島市は平成の大合併で四国中央市となり、現在に至る。現在の四国中央市の南部。四国山地の山中で、嶺南地域と呼ばれる。

## 地理
北を法皇山脈に南を石鎚山脈にはさまれた銅山川流域。富郷渓谷の両岸。
村名の由来
不詳

## 歴史

### 略史
- 1908年（明治41年）　城師集落が火災により焼失
- 1923年（大正12年）　タバコ集配所設置
- 1941年（昭和16年）　森林組合設立
- 1949年（昭和24年）　富郷農協設立
- 1961年（昭和36年）　富郷渓谷が金砂湖、翠波高原などとともに金砂湖県立自然公園に指定される

### 村の沿革
- 1889年（明治22年）12月15日 - 町村制施行に伴い、津根山（つねやま）、寒川山（さんがわやま）、豊坂（とよさか）の3か村が合併して宇摩郡富郷村（とみさとむら）が成立。役場を大字津根山におく。
- 大正年間　役場を大字寒川山に移転。
- 1954年（昭和29年）11月1日 -三島町、松柏村、寒川町、豊岡村、富郷村、金砂村の2町4村の合併で市制施行し、伊予三島市となり、富郷村は自治体としては消滅した。

```
富郷村の系譜
（町村制実施以前の村）　（明治期）　　　　　　　　　（昭和の合併）　（平成の合併）
　　　　　　　　　　　　町村制施行時　　　　　　　
津根山━━━━┓　　　　　　　　　　　　　　　　　　
寒川山━━━━╋━━━富郷村━━━━━━━━━━━━━┓　　　　
豊坂　━━━━┛　　　　　　　　　　　　　　　　　　　┃　　　
　　　　　　　　　　　　　　　　あ　　　い　う　　　　┃昭和29年11月1日　
　　　　　　　　　　　三島村━━三島町━┳━┳━━━━┫合併・市制施行
　　　　　　　　　　　　　　　　　　　　┃　┃　　　　┣伊予三島市━┓
　　　　　　　　　　　中曽根村━━━━━┫　┃　　　　┃　　　　　　┃
　　　　　　　　　　　中之庄━━━━━━┫　┃　　　　┃　　　　　　┃
　　　　　　　　　　　松柏村━━━━━━┛　┗松柏村━┫　　　　　　┃
　　　　　　　　　　　豊岡村━━━━━━━━━━━━━┫　　　　　　┃
　　　　　　　　　　　　　　　　　　　　　　え　　　　┃　　　　　　┃
　　　　　　　　　　　寒川村━━━━━━━━寒川町━━┫　　　　　　┃
　　　　　　　　　　　金砂村━━━━━━━━━━━━━┛　　　　　　┃
　　　　　　　　　　　　　　　　　　　　　　　　　　　　　　　　　　┃平成16年4月1日
　　　　　　　　　　　　　　　　　　　　　　　　　　　　　　　　　　┃新設合併
　　　　　　　　　　　　　　　　　　　　　　　　　　　　　　　　　　┣四国中央市
　　　　　　　　　　　　　　　　　　　　　川之江市━━━━━━━━━┫
　　　　　　　　　　　　　　　　　　　　　新宮村━━━━━━━━━━┫
　　　　　　　　　　　　　　　　　　　　　土居町━━━━━━━━━━┛
　　　　　　　　　　　　　　　　　　　　　　　　　
あ – 明治31年11月21日 三島村が町制施行、三島町に
い – 昭和19年4月1日 三島町、中曽根町、中之庄、松柏村が合併し三島町に
う – 昭和25年10月1日 三島町から松柏村が分立
え – 昭和27年6月1日 寒川村が町制施行し寒川町に

（注記）富郷村以外の合併以前の系譜はそれぞれの市町村の記事を参照のこと。

```

## 地域
合併成立前の旧3か村がそのまま大字となった。
津根山（つねやま）、寒川山（さんがわやま）、豊坂（とよさか）
昭和の合併により伊予三島市となってからは、「富郷町」を付す。
例 伊予三島市富郷町寒川山
平成の合併により四国中央市になってからも同様。
例 四国中央市富郷町寒川山

## 産業
農業
葉たばこなどを産した。

## 交通
鉄道なし。

## 名所
- 富郷渓谷